# Gary Cooper-filmográfia

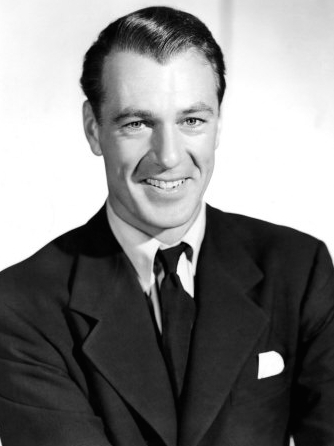
Gary Cooper 1941-ben az Utca embere című vígjátékban

A Gary Cooper-filmográfia tartalmazza Gary Cooper kétszeres Oscar-díjas amerikai színész filmjeinek kronológikus és részletes felsorolását. Színészi pályafutása 1925-ben kezdődött, kezdetben statisztaként és lovas kaszkadőrként játszott, majd első hivatalos bemutatkozása az 1926-os Samuel Goldwyn készítette Barbara Worth győzelme című némafilm volt. Ezt követően a Paramount Pictures kötött vele szerződést és a némafilmkorszak végének meghatározó színészei közé emelkedett.
Cooper igazi jövőjét azonban a hangosfilmkorszak jelentette, első ilyen filmje A virginiai férfi. Az ezt követő harminckét évben a legjobban kereső filmcsillagok közé emelkedett. 1936-tól 1957-ig tizennyolc évben ő lett a legjobban fizetett amerikai színész. 1961-ben hunyt el és csak hárman előzték meg e téren: John Wayne, aki 25 alkalommal volt első, Clint Eastwood (21-szer) és Tom Cruise  (20-szor).
Coopert öt alkalommal jelölték a legjobb színész kategóriában Oscar-díjra. Kétszer kapta meg a magas szakmai elismerést a York őrmester és a Délidő című filmekben játszott szerepeiért. Az utóbbi film hozta meg az igazi népszerűséget és az 1953-as év legjövedelmezőbb filmje is lett. A harmadik Oscart az életműdíjat még életében 1961-ben kapta meg. Ugyanebben az évben mutatták be nem sokkal halála után utolsó filmjét a The Naked Edge című thrillert.
2008 februárjára Cooper filmjeinek több mint a fele elérhető lett DVD-n, míg a másik felét még nem tették a televízió-csatornák számára  elérhetővé. Ezek közül sajnos legalább kettő némafilm elveszett a Beau Sabreur (1928) és a The Legion of the Condemned (1928). További filmje, mint a Wolf Song (1929), melyhez eredetileg hangfelvétel is készült, de csak mint némafilm maradt meg az utókornak. A legelső hangosfilmje az 1930-as Paramount on Parade sem maradt fenn teljes egészében. A rendelkezésre álló filmanyagból nem tudták elkészíteni a teljes Technicolor változatot, bár részlegesen a Kaliforniai Egyetem filmarchívuma helyreállította a filmet.

## Filmográfia

### Filmjei 1925-26 között
| Év   | Magyar cím   | Eredeti cím               | Szerep        | Rendező                          | Főszereplők                                    | Filmstúdió         | Megjegyzés           | Hivatkozások  |
| ---- | ------------ | ------------------------- | ------------- | -------------------------------- | ---------------------------------------------- | ------------------ | -------------------- | ------------- |
| 1925 |              | Dick Turpin               | statiszta     | John G. Blystone                 | Tom Mix Alan Hale                              | Fox                | egy ember a tömegben | [ 8 ] [ 9 ]   |
| 1925 |              | The Trail Rider           | lovas         | W. S. Van Dyke                   | Buck Jones Carl Stockdale                      | Fox                |                      | [ 10 ] [ 11 ] |
| 1925 |              | The Thundering Herd       | mellékszerep  | William K. Howard                | Jack Holt Lois Wilson Noah Beery               | Paramount Pictures |                      | [ 12 ] [ 13 ] |
| 1925 |              | Riders of the Purple Sage | lovas         | Lynn Reynolds                    | Tom Mix Mabel Ballin Warner Oland              | Fox                |                      | [ 14 ] [ 15 ] |
| 1925 |              | Drug Store Cowboy         | cowboy        | Parke Frame                      | Franklyn Farnum Robert D. Walker Jean Arthur   | Independent        |                      | [ 16 ]        |
| 1925 |              | Wild Horse Mesa           | cowboy        | George B. Seitz                  | Jack Holt Noah Beery Billie Dove               | Paramount          |                      | [ 17 ] [ 18 ] |
| 1925 |              | The Lucky Horseshoe       | statiszta     | John G. Blystone                 | Tom Mix Billie Dove Ann Pennington             | Fox                |                      | [ 19 ] [ 20 ] |
| 1925 |              | The Vanishing American    | statiszta     | George B. Seitz                  | Richard Dix Lois Wilson Noah Beery             | Paramount          |                      | [ 21 ] [ 22 ] |
| 1925 | A fekete sas | The Eagle                 | kozák         | Clarence Brown                   | Rudolph Valentino Bánky Vilma                  | United Artists     |                      | [ 23 ] [ 24 ] |
| 1925 |              | Tricks                    | mellékszerep  | Bruce M. Mitchell                | Marilyn Mills J. Frank Glendon Gladys Moore    | Davis              |                      | [ 25 ]        |
| 1925 |              | Warrior Gap               | mellékszerep  | Alan James                       | Ben F. Wilson Neva Gerber Robert D. Walker     | J. Charles Davis   |                      | [ 26 ]        |
| 1925 |              | North Star                | mellékszerep  | Paul Powell                      | Virginia Lee Corbin Stuart Holmes Ken Maynard  | Howard Estabrook   |                      | [ 27 ]        |
| 1925 |              | Ben-Hur                   | római őr      | Fred Niblo                       | Ramón Novarro Francis X. Bushman May McAvoy    | MGM                |                      | [ 28 ] [ 29 ] |
| 1926 |              | Three Pals                | mellékszerep  | Wilbur McGaugh Bruce M. Mitchell | Marilyn Mills Josef Swickard William H. Turner | Davis              |                      | [ 30 ]        |
| 1926 |              | The Enchanted Hill        | mellékszerep  | Irvin Willat                     | Jack Holt Florence Vidor Noah Beery            | Paramount          |                      | [ 31 ] [ 32 ] |
| 1926 |              | The Johnstown Flood       | árvízkárosult | Irving Cummings                  | George O’Brien Florence Gilbert Janet Gaynor   | Fox                |                      | [ 33 ] [ 34 ] |
| 1926 |              | A Six Shootin' Romance    | statiszta     | Alan James Clifford Smith        | Jack Hoxie Olive Hasbrouck William Steele      | Universal          |                      | [ 35 ]        |
| 1926 |              | Watch Your Wife           | statiszta     | Sven Gade                        | Virginia Valli                                 | Universal          |                      | [ 36 ]        |
| 1926 |              | Thundering Speed          | mellékszerep  | Alan James                       | Eileen Sedgwick                                | Chesterfield       |                      | [ 37 ]        |

### Filmjei 1926-30 között
| Év                | Magyar cím                  | Eredeti cím                  | Szerep              | Rendező                                | Főszereplők               | Filmstúdió                                | Megjegyzés | Szinkronhang         | Hivatkozások  |
| ----------------- | --------------------------- | ---------------------------- | ------------------- | -------------------------------------- | ------------------------- | ----------------------------------------- | ---------- | -------------------- | ------------- |
| 1926              | Barbara Worth győzelme      | The Winning of Barbara Worth | Abe Lee             | Henry King                             | Ronald Colman Bánky Vilma | Goldwyn                                   |            |                      | [ 38 ] [ 39 ] |
| 1927              |                             |                              |                     |                                        |                           |                                           |            |                      |               |
| Az a bizonyos...  | It (film, 1927)             | riporter                     | Clarence Badger     | Clara Bow Antonio Moreno               | Paramount                 |                                           |            | [ 40 ] [ 41 ]        |               |
|                   | Children of Divorce         | Edward D. 'Ted' Larrabee     | Frank Lloyd         | Clara Bow Esther Ralston               | Paramount                 |                                           |            | [ 42 ] [ 43 ]        |               |
|                   | Arizona Bound               | Dave Saulter                 | John Waters         | Betty Jewel                            | Paramount                 |                                           |            | [ 44 ] [ 45 ]        |               |
| Szárnyak          | Wings                       | White kadét                  | William A. Wellman  | Clara Bow Buddy Rogers Richard Arlen   | Paramount                 |                                           |            | [ 46 ] [ 47 ] [ 48 ] |               |
|                   | Nevada                      | Newada                       | John Waters         | Thelma Todd                            | Paramount                 |                                           |            | [ 49 ] [ 50 ]        |               |
|                   | The Last Outlaw             | Buddy Hale rendőrbíró        | John Waters         | Betty Jewel                            | Paramount                 |                                           |            | [ 51 ] [ 52 ]        |               |
| 1928              |                             |                              |                     |                                        |                           |                                           |            |                      |               |
|                   | Beau Sabreur                | Henri de Beaujolais őrnagy   | John Waters         | Evelyn Brent Noah Beery William Powell | Paramount                 | elveszett                                 |            | [ 53 ] [ 54 ]        |               |
|                   | The Legion of the Condemned | Gale Price                   | William A. Wellman  | Fay Wray                               | Paramount                 | elveszett                                 |            | [ 55 ] [ 56 ]        |               |
|                   | Doomsday                    | Arnold Furze                 | Rowland V. Lee      | Florence Vidor                         | Paramount                 |                                           |            | [ 57 ] [ 58 ]        |               |
|                   | Half a Bride                | Edmunds kapitány             | Gregory La Cava     | Esther Ralston                         | Paramount                 |                                           |            | [ 59 ] [ 60 ]        |               |
|                   | Lilac Time                  | Philip Blythe százados       | George Fitzmaurice  | Colleen Moore                          | First National            | Némafilm hang és zenei aláfestéssel       |            | [ 61 ] [ 62 ]        |               |
|                   | The First Kiss              | Mulligan Talbot              | Rowland V. Lee      | Fay Wray                               | Paramount                 | Némafilm                                  |            | [ 63 ] [ 64 ]        |               |
| Az éjféli angyal  | The Shopworn Angel          | William Tyler                | Richard Wallace     | Nancy Carroll                          | Paramount                 | Némafilm, melyhez hangfelvétel is készült |            | [ 65 ] [ 66 ]        |               |
| 1929              |                             |                              |                     |                                        |                           |                                           |            |                      |               |
|                   | The Wolf Song               | Sam Lash                     | Victor Fleming      | Lupe Vélez                             | Paramount                 | Némafilm, melyhez hangfelvétel is készült |            | [ 67 ] [ 68 ]        |               |
|                   | Betrayal                    | Andre Frey                   | Lewis Milestone     | Emil Jannings Esther Ralston           | Paramount                 |                                           |            | [ 69 ] [ 70 ]        |               |
| A virginiai férfi | The Virginian               | A virginiai                  | Victor Fleming      | Mary Brian Richard Arlen Walter Huston | Paramount                 |                                           |            | [ 71 ] [ 72 ]        |               |
| 1930              |                             |                              |                     |                                        |                           |                                           |            |                      |               |
|                   | Only the Brave              | James Braydon százados       | Frank Tuttle        | Mary Brian                             | Paramount                 |                                           |            | [ 73 ] [ 74 ]        |               |
|                   | Paramount on Parade         | Hunter ("Dream Girl")        | Többen              | Mary Brian Fay Wray                    | Paramount                 | Részben Technicolor                       |            | [ 75 ] [ 76 ]        |               |
|                   | The Texan                   | Llano kölyök                 | John Cromwell       | Fay Wray                               | Paramount                 |                                           |            | [ 77 ] [ 78 ]        |               |
|                   | Seven Days' Leave           | Kenneth Downey               | Richard Wallace     | Beryl Mercer                           | Paramount                 |                                           |            | [ 79 ] [ 80 ]        |               |
|                   | A Man from Wyoming          | Jim Baker                    | Rowland V. Lee      | June Collyer                           | Paramount                 |                                           |            | [ 81 ] [ 82 ]        |               |
|                   | The Spoilers                | Roy Glenister                | Edward Carewe       | Kay Johnson                            | Paramount                 |                                           |            | [ 83 ] [ 84 ]        |               |
| Marokkó           | Morocco                     | Tom Brown légionárius        | Josef von Sternberg | Marlene Dietrich                       | Paramount                 |                                           |            | [ 85 ] [ 86 ] [ 87 ] |               |

### Filmjei 1930-tól
| Év   | Magyar cím                      | Eredeti cím                         | Szerep                            | Szinkronhang     |
| ---- | ------------------------------- | ----------------------------------- | --------------------------------- | ---------------- |
| 1931 |                                 | Fighting Caravans                   | Clint Belmet                      |                  |
| 1931 |                                 | I Take This Woman                   | Tom McNair                        |                  |
| 1932 | Búcsú a fegyverektől            | A Farewell to Arms                  | Frederick Henry hadnagy           |                  |
| 1932 |                                 | If I Had a Million                  | Steve Gallagher                   |                  |
| 1932 |                                 | Devil and the Deep                  | Sempter hadnagy                   |                  |
| 1933 | Ma élünk                        | Today We Live                       | Richard Bogard hadnagy            |                  |
| 1933 |                                 | One Sunday Afternoon                | Dr. Lucius Griffith „Biff” Grimes |                  |
| 1933 | Mindkettőt szeretem             | Design for Living                   | George Curtis                     |                  |
| 1934 |                                 | Operator 13                         | Jack Gailliard százados           |                  |
| 1935 |                                 | Peter Ibbetson                      | Peter Ibbetson                    |                  |
| 1935 |                                 | The Wedding Night                   | Tony Barrett                      |                  |
| 1935 | A hindu lándzsás                | The Lives of a Bengal Lancer        | Alan McGregor hadnagy             |                  |
| 1936 | Az igazi férfi                  | The Plainsman                       | Bill Hickok                       |                  |
| 1936 |                                 | The General Died at Dawn            | O'Hara                            |                  |
| 1936 | Váratlan örökség                | Mr. Deeds Goes to Town              | Longfellow Deeds                  |                  |
| 1936 | A vágy                          | Desire                              | Tom Bradley                       | Tahi Tóth László |
| 1937 |                                 | Souls at Sea                        | Michael Taylor                    |                  |
| 1938 | Kékszakáll nyolcadik felesége   | Bluebeard's Eighth Wife             | Michael Brandon                   |                  |
| 1938 | Floridai kaland                 | The Cowboy and the Lady             | Stretch Willoughby                |                  |
| 1938 | Marco Polo hihetetlen kalandjai | The Adventures of Marco Polo        | Marco Polo                        |                  |
| 1939 | Kék csillag                     | Beau Geste                          | Michael „Beau” Geste              |                  |
| 1939 |                                 | The Real Glory                      | Dr. Bill Canavan                  |                  |
| 1940 | Ember a láthatáron              | The Westerner                       | Cole Hardin                       | Selmeczi Roland  |
| 1940 |                                 | North West Mounted Police           | Dusty Rivers                      |                  |
| 1941 | Az utca embere                  | Meet John Doe                       | John Doe                          | Rosta Sándor     |
| 1941 | Szőke szélvész                  | Ball of Fire                        | Bertram Potts professzor          | Csernák János    |
| 1941 | York őrmester                   | Sergeant York                       | Alvin C. York őrmester            |                  |
| 1942 | A Yankee-k dicsősége            | The Pride of the Yankees            | Lou Gehrig                        |                  |
| 1943 | Akiért a harang szól            | For Whom the Bell Tolls             | Robert Jordan                     | Bitskey Tibor    |
| 1944 | Casanova Brown                  | Casanova Brown                      | Cass Brown                        |                  |
| 1945 | És akkor jött Jones             | Along Came Jones                    | Melody Jones                      |                  |
| 1945 |                                 | Saratoga Trunk                      | Clint Maroon ezredes              |                  |
| 1946 | Köpeny és tőr                   | Cloak and Dagger                    | Alvah Jesper professzor           | Gábor Miklós     |
| 1947 |                                 | Unconquered                         | Christopher Holden kapitány       |                  |
| 1948 |                                 | Good Sam                            | Samuel R. Clayton                 |                  |
| 1949 | A forrás                        | The Fountainhead                    | Howard Roark                      | Mihályi Győző    |
| 1949 | A különítmény                   | Task Force                          | Jonathan L. Scott                 |                  |
| 1950 | Dallas                          | Dallas                              | Blayde Hollister                  | Sinkovits Imre   |
| 1950 |                                 | Bright Leaf                         | Brant Royle                       |                  |
| 1951 |                                 | You're in the Navy Now              | John Harkness hadnagy             |                  |
| 1951 |                                 | Distant Drums                       | Wyatt                             |                  |
| 1952 | Délidő                          | High Noon                           | Will Kane rendőrbíró              | Mécs Károly      |
| 1953 | Visszatérés a Paradicsomba      | Return to Paradise                  | Mr. Morgan                        |                  |
| 1953 | Kifulladt vad                   | Blowing Wild                        | Jeff Dawson                       | Sinkovits Imre   |
| 1954 | A bűn kertje                    | Garden of Evil Hooker               | Hooker                            |                  |
| 1954 | Vera Cruz                       | Vera Cruz                           | Benjamin Trane                    | Tarján Péter     |
| 1954 | Párizsi szívdobbanás            | Boum sur Paris                      | saját magát                       |                  |
| 1955 | Billy Mitchell haditörvényszéke | The Court-Martial of Billy Mitchell | Billy Mitchell                    |                  |
| 1956 | Szemben az erőszakkal           | Friendly Persuasion                 | Jess Birdwell                     |                  |
| 1957 | Délutáni szerelem               | Love in the Afternoon               | Frank Flannagan                   | Mihályi Győző    |
| 1958 |                                 | Ten North Frederick                 | Joseph Chapin                     |                  |
| 1958 | A vadnyugati ember              | Man of the West                     | Link Jones                        | Trokán Péter     |
| 1959 | A gyávák bátorsága              | They Came to Cordura                | Thomas Thorn őrnagy               |                  |
| 1959 | A Mary Deare katasztrófája      | The Wreck of the Mary Deare         | Gideon Patch                      |                  |
| 1959 | Az akasztófa (Küzdelmek)        | The Hanging Tree                    | Dr. Joseph Frail                  | Tordy Géza       |
| 1961 | Meztelen penge                  | The Naked Edge                      | George Radcliffe                  |                  |

## Fordítás
- Ez a szócikk részben vagy egészben  a   Gary Cooper filmography című angol Wikipédia-szócikk ezen változatának fordításán alapul.  Az eredeti cikk szerkesztőit annak laptörténete sorolja fel. Ez a jelzés csupán a megfogalmazás eredetét és a szerzői jogokat jelzi, nem szolgál a cikkben szereplő információk forrásmegjelöléseként.